# Cloisters Cross
La Cloisters Cross (letteralmente "croce del Cloisters", dal nome del museo), nota anche come Croce di Bury St Edmunds o Re dei Confessori, è una croce d'altare romanica in avorio del XII secolo, assegnata al Maestro Hugo e conservata presso The Cloisters, sede distaccata del Metropolitan Museum of Art di New York dedicata all'arte medievale.

## Storia
La storia della croce prima che fosse acquisita dal collezionista d'arte croato Ante Topić Mimara (1898-1987) è sconosciuta. Dalla collezione di Mimara, il pezzo è stato venduto al Metropolitan Museum nel 1963. Anche il British Museum era desideroso di acquistare la croce, ma alla fine ha rifiutato, a causa del netto rifiuto di Topić Mimara di fornire la prova di possedere pieno titolo per vendere la croce. L'acquisto fu gestito da Thomas Hoving, all'epoca curatore e in seguito direttore del museo. Secondo quanto riferito, Hoving si sedette a bere caffè con Topić Mimara fino a dopo la mezzanotte della notte in cui l'opzione del British Museum sarebbe scaduta, e subito dopo avrebbe acquistato la croce per 200.000 sterline.
Lo scultore è sconosciuto. Thomas Hoving la assegnò al Maestro Hugo dell'abbazia di Bury St Edmunds nel Suffolk. Tuttavia, al di là delle affinità stilistiche, non ci sono prove certe che suggeriscano che la croce sia stata realizzata in Inghilterra. Sebbene questa provenienza sia accettata dalla maggior parte degli studiosi, sono stati proposti altri luoghi di origine come la Germania.

## Descrizione
La croce è scolpita in avorio di tricheco. Le incisioni che coprono entrambi i lati anteriore e posteriore includono novantadue figure finemente intagliate e novantotto iscrizioni. Le figure, ognuna delle quali è alta solo mezzo pollice (1,30 cm), illustrano scene bibliche e sul retro profeti dell'Antico Testamento con pergamene srotolate contenenti citazioni dai loro libri. È ancora motivo di discussione se queste iscrizioni siano state scelte o meno con intento antisemita, sebbene di fatto tra le iscrizioni spiccano diverse forti invettive contro gli ebrei. Sebbene sia impossibile sapere con precisione chi abbia commissionato il manufatto e con quali obiettivi, la croce offre certamente qualche indicazione sull'antisemitismo prevalente in Inghilterra in pieno Medioevo, considerando che, entro la fine del XIII secolo, gli ebrei furono espulsi dal paese. Questo tema è stato sviluppato in un libro di Thomas Hoving, responsabile della trattativa d'acquisto del manufatto.
Altri studiosi non sono d'accordo con Hoving e dubitano che la croce, un sofisticato oggetto teologico, sia stata specificamente progettata allo scopo di castigare o convertire qualsiasi membro della piccola popolazione ebraica in Inghilterra nella metà del XII secolo.